# 講書始
講書始（こうしょはじめ）とは宮中行事の一環で、毎年1月に天皇の学問始（読書始）として学者による進講を行う。

## 概要
明治2年に京都御所小御所において、玉松操らが和書を代表して『日本書紀』を、東坊城任長（大学頭）らが漢籍を代表して『論語』を講義したのが最古とされる。当時は御講釈始とも呼ばれた。明治5年（1872年）に現在の呼称が定まり、翌年には皇后も列席する事、洋書に関する進講も行う事とされた。今日では皇后だけでなく、皇太子・親王及びその妃・内親王も出席する。
正式に宮中行事とされたのは、1926年（大正15年）の皇室儀制令第5条による。第二次世界大戦後の1953年（昭和28年）から、和書・漢籍・洋書の形を改め、人文科学・社会科学・自然科学の3分野で、各界の権威者を招くようになった。
例年、1月10日前後に皇居正殿の松の間において行われる。平成20年の出席者は天皇・皇后・皇太子徳仁親王ほか皇族一同、衆参両院議長ほかが参列。進講時間は3分野を約15分ずつの計約45分で行われている。

## 進講者

### 明治時代
1869年（明治2年）
- 国書: 玉松操・平田鐵胤「日本紀」
- 漢書: 東坊城任長・中沼了三「論語」

1870年（明治3年）
- 国書: 福羽美静
- 漢書: 中沼了三

1871年（明治4年）
中止

1872年（明治5年）
- 漢書: 元田永孚「書経堯典ノ首二節」
- 洋書: 加藤弘之「国法汎論」

1873年（明治6年）
- 国書: 福羽美静・本居豊穎
- 漢書: 元田永孚「大学明々徳」
- 洋書: 加藤弘之

1874年（明治7年）
- 漢書: 元田永孚「帝鑑図説、李泌優待ノ條」

1875年（明治8年）
- 国書: 福羽美静
- 漢書: 元田永孚「書経、大禹謨首章」

1876年（明治9年）
- 国書: 福羽美静
- 漢書: 元田永孚「論語為政首章、子曰為政以徳」
- 洋書: 西村茂樹

1877年（明治10年）
- 国書: 福羽美静・近藤芳樹
- 漢書: 元田永孚「大学伝之二章湯之盤銘」
- 洋書: 西村茂樹

1878年（明治11年）
- 漢書: 元田永孚「論語第五章道千乗国使民以時」
- 洋書: 西村茂樹「亜米利加学士希毅著修身学ノ国政篇」
- 国書: 近藤芳樹「古事記」

1879年（明治12年）
- 漢書: 元田永孚「論語、顔淵篇樊遲問仁之章」
- 洋書: 西村茂樹「モンテスキウ政体論、政体三種之論」
- 国書: 近藤芳樹「書紀、孝徳天皇二年」

1880年（明治13年）
- 漢書: 西村茂樹「詩経、国風篇関雎」「易経、泰卦」

1881年（明治14年）
- 漢書: 元田永孚「書経、舜典、達四聡」

1882年（明治15年）
- 漢書: 元田永孚「書経、大禹謨人心惟急道心惟微之章」
- 漢書: 西村茂樹「礼記坊記篇子云有、国家者之二節」
- 漢書: 西尾為忠「礼記曲礼篇首三節」
- 国書: 池原香穉「万葉集、藤原宮之役民之作歌」

1883年（明治16年）
- 漢書: 元田永孚・西村茂樹
- 国書: 高崎正風

1884年（明治17年）
- 漢書: 元田永孚「中庸、首章」
- 漢書: 児玉源之丞「論語子路篇」
- 国書: 池原香穉「万葉集」

1885年（明治18年）
- 漢書: 元田永孚「書経、益稷末章帝庸作歌曰之一節」
- 国書: 福羽美静「令義解、第四巻考課令中徳義云々之章四項」
- 洋書: 西村茂樹「英国文明論ノ内気候ノ文明ニ関係スル論、地勢ノ文明ニ関係スル論、国民気質ノ文明ニ関係スル論附保守家改新家」

1886年（明治19年）
- 国書: 福羽美静「日本書紀、崇神天皇四年ノ一段」
- 洋書: 西村茂樹「リーベル著「政道学」ノ内愛国心論」
- 漢書: 根本通明「周易、泰卦泰小往大来吉享彖辞」

1887年（明治20年）
- 漢書: 元田永孚「周易、乾卦彖ノ辞」
- 国書: 物集高見「続日本紀、文武天皇ノ御紀」

1888年（明治21年）
- 漢書: 元田永孚「周易、乾卦彖ノ辞」
- 洋書: 西村茂樹「普王フレデリツク二世略伝」
- 国書: 物集高見「続日本紀、文武天皇御紀之條」

1889年（明治22年）
- 漢書: 元田永孚「大学、平天下之伝首一章」
- 国書: 高崎正風「万葉集、八之巻元正天皇御製一首」
- 洋書: 西村茂樹「ウールジー公法便覧ノ内偃武論」

1890年（明治23年）
- 漢書: 元田永孚「周易、泰ノ卦二支包荒用憑河ノ一支辞」
- 洋書: 西村茂樹「ウエルテル万国史独逸史中ノ一章」
- 国書: 物集高見「続日本紀、慶雲四年夏四月壬午ノ詔詞」

1891年（明治24年）
中止

1892年（明治25年）
- 洋書: 西村茂樹「英国人ダルケン著「普王弗勒得力二世ノ事蹟」」
- 漢書: 川田剛「詩経、下巻周頌清廟ノ章」
- 国書: 本居豊穎「日本書紀、巻六垂仁天皇二十五年春二月丁巳朔甲子之詔ヨリ同文ノ続伊勢大神宮創建ノ條」

1893年（明治26年）
- 洋書: 西村茂樹「英国志第四約翰紀」
- 漢書: 川田剛「礼記、礼運篇」
- 国書: 物集高見「万葉集、十八之巻賀陸奥国出金長短歌」

1894年（明治27年）
- 洋書: 細川潤次郎「露国歴史、ペートル帝微行ノ事蹟」
- 漢書: 川田剛「易経、繋辞下伝」
- 国書: 本居豊穎「延喜式、巻八出雲国造神賀詞ノ末文」

1895年（明治28年） - 1898年（明治31年）
中止

1899年（明治32年）
- 洋書: 細川潤次郎「米国憲法制定当時ノ景況」
- 国書: 本居豊穎「日本書紀、巻十四雄略天皇猟干葛城山ノ條」
- 漢書: 三島毅「周易、泰卦」

1900年（明治33年）
- 洋書: 細川潤次郎「普王フレデリツク第二世ノ逸事」
- 国書: 本居豊穎「万葉集、巻三詠不尽山歌」
- 漢書: 三島毅「大学、契矩章第二節」

1901年（明治34年）
中止

1902年（明治35年）
- 洋書: 細川潤次郎「英国国会改革ノ顛末」
- 国書: 本居豊穎「日本書紀、巻三神武天皇御紀戊午年秋八月ノ條」
- 漢書: 三島毅「書経大禹謨ノ篇」

1903年（明治36年）
- 洋書: 細川潤次郎「プレスコツト氏著「フエルヂナント及びイサベラ女王朝廷の歴史コロンブス請願の項」」
- 国書: 本居豊穎「古事記、上巻伊邪那岐命得三貴子ノ條」
- 漢書: 南摩綱紀「中庸、首章三節」

1904年（明治37年）
- 洋書: 細川潤次郎「ヒユーム氏著「英国史英人アレマダ艦隊ヲ殲滅セシ始末」」
- 漢書: 南摩綱紀「論語、顔淵篇子貢問政ノ章」
- 国書: 木村正辞「万葉集、巻一藤原宮役民作歌」

1905年（明治38年）
- 洋書: 細川潤次郎「「クリミア」戦史」
- 漢書: 重野安繹「詩経、豳風東山篇四章」
- 国書: 木村正辞「万葉集、巻十八賀陸奥国出金詔書歌」

1906年（明治39年）
- 洋書: 細川潤次郎「埃及ト英国ノ関係」
- 漢書: 三島毅「詩経大雅蕩之什江漢篇」
- 国書: 猪熊夏樹「日本書紀神武天皇四年二月ノ條」

1907年（明治40年）
- 洋書: 細川潤次郎「伊太利統一ノ歴史」
- 漢書: 重野安繹「尚書、虞書、堯典」
- 国書: 猪熊夏樹「万葉集、大伴家持喩族歌」

1908年（明治41年）
- 洋書: 穂積八束「世界最古ノ「ハムムラビ」法典ノ概要」
- 漢書: 重野安繹「中庸、朱子集注第二十七章」
- 国書: 猪熊夏樹「古事記、少名毘古那神ノ段」

1909年（明治42年）
- 洋書: 穂積八束「羅馬皇帝ジユスチニヤン大法典発布ノ詔書」
- 漢書: 重野安繹「易経、繋辞下伝井居其所而遷一句」
- 国書: 猪熊夏樹「禁秘御抄上巻、賢所ノ條凡禁中作法ヨリ然而不憚之マテ」

1910年（明治43年）
- 洋書: 穂積八束「「タキトウス」ノ「ゲルマニヤ」ニ依ル「古ゲルマン」民族の建国」
- 漢書: 三島毅「論語、泰伯篇末章「子曰禹吾無間然」云々章」
- 国書: 猪熊夏樹「祝詞式新年祭第一祝詞集、侍神主祝部等ヨリ朝日能豊逆登爾称辞竟奉久登宣マテ」

1911年（明治44年）
- 洋書: 穂積八束「希臘及羅馬ノ古典ニ顕ハレル祖先崇拝ノ事蹟」
- 漢書: 三島毅「周易、大有ノ卦」
- 国書: 猪熊夏樹「出雲風土記国引ノ條「所以号意宇者ヨリ蘭之長浜是也マテ」」

1912年（明治45年）
- 洋書: 穂積八束「アリストテレス政治書」
- 漢書: 星野恒「周易、上経観卦彖辞及象伝「観盥而不薦有孚顒若」、「象曰風行地上観先五以省方観民設教」」
- 国書: 猪熊夏樹「古語拾遺、天石窟ノ章「爾乃太王命以広厚称詞啓曰ヨリ爾乃二神倶請曰勿復還幸マテ」」

### 大正時代
1913年（大正2年）
中止

1914年（大正3年）
- 洋書: 穂積八束「フーゴー・グローチウス著平戦法規論ノ由来」
- 漢書: 三島毅「書経、周書無逸篇「第一節ヨリ第三節ニ至ル」」
- 国書: 松本愛重「中臣寿詞」

1915年（大正4年）
中止

1916年（大正5年）
- 国書: 芳賀矢一「万葉集、第二十巻喩族歌一首竝短歌」
- 洋書: 富井政章「仏国民法編纂ノ顛末」
- 漢書: 土屋弘「尚書、咸有一徳篇中非天私我有商ヨリ其慎惟和惟一ニ至ル四節」

1917年（大正6年）
- 洋書: 穂積八束「ユスチニアーヌス帝ノ立法事業」
- 国書: 松本愛重「続日本紀、元明天皇即位ノ詔」
- 漢書: 土屋弘「中庸」

1918年（大正7年）
- 国書: 三上参次「光格天皇御消息」
- 漢書: 服部宇之吉「尚書、皋陶謨中一節」
- 洋書: 富井政章「モンテスキュー著「法ノ精神」ノ一節（三権分立論ノ部）」

1919年（大正8年）
- 洋書: 穂積八束「フステル・ド・クーランヂ著古代市府論中祭祀ト政治法律トノ関係」
- 国書: 松本愛重「日本書紀、第二十九天武天皇十四年春正月ヨリ各有差ニ至ル爵位制度改正ノ一節」
- 漢書: 土屋弘「易経、観ノ卦、観盥而不薦有孚顒若」

1920年（大正9年）
- 洋書: 富井政章「ギゾ氏著欧州文明史ノ概要」
- 国書: 三上参次「後水尾天皇御消息」
- 漢書: 服部宇之吉「尚書、洪範篇九疇ノ第五皇極ニ就キ其正文ノ一節」

1921年（大正10年）

1922年（大正11年）
- 洋書: 穂積八束「カント及ベンサムノ恒久平和論ト国際連盟ノ由来」
- 漢書: 服部宇之吉「論語、為政篇子曰吾十有五而志于学章」
- 国書: 松本愛重「日本書紀、仲哀天皇八年正月條又筑紫伊覩縣主祖五十迹手ヨリ平天下マデ」

1923年（大正12年）

1924年（大正13年）
- 国書: 上田萬年「国語及国学ノ精神」
- 洋書: 小野塚喜平次「ブートミーノ人物事業及思想」
- 漢書: 狩野直喜「尚書、堯典大意」

1925年（大正14年）
- 洋書: 田島錦治「アダム・スミス著「国民之富」ノ書中労働ニ関スル條ノ要領及概評」
- 漢書: 市村瓚次郎「論語、為政篇第二十三章」
- 国書: 大槻文彦「秋津洲蜻蛉島ノ辨」

1926年（大正15年）
- 洋書: 山田三良「「グローチウス」ノ平戦法規論ト国際連盟ノ将来」
- 漢書: 岡田正之「論語、学而篇用和為貴章ノ一節附憲法十七條」
- 国書: 関根正直「続日本紀天平十五年ノ詔勅」

### 昭和時代
1927年（昭和2年）
大正天皇崩御のため中止

1928年（昭和3年）
- 洋書: 山崎覚次郎「ダヴィット・リカルドー「経済及租税の原理」」
- 漢書: 高瀬武次郎「大学三綱領」
- 国書: 徳富猪一郎「神皇正統記」

1929年 （昭和4年）
政務多瑞のため中止

1930年 （昭和5年）
- 洋書: 横田秀雄「「フランソア・ジェニー」の解釋法」
- 漢書: 塩谷温「尚書の一節（昭和元号の出典）」
- 国書: 三浦周行「日本書紀孝徳天皇紀」

1931年（昭和6年）
- 洋書: 鈴木梅太郎「「エミール・フィツシャー」の業績と生物化学の発達」
- 漢書: 内藤虎次郎「唐杜佑及其著書」
- 国書: 黒板勝美「日本書紀巻第五崇神天皇紀四道将軍御発遣の條」

1932年（昭和7年）
- 洋書: 美濃部達吉「第二十世紀に於ける欧米諸国の立憲制度の大勢」
- 漢書: 安井小太郎「尚書皐陶謨」
- 国書: 吉澤義則「萬葉集和歌三首」

1933年（昭和8年）
- 洋書: 田中館愛橘「航空機発達の概要」
- 漢書: 鈴木虎雄「詩周頌思文篇」
- 国書: 辻善之助「花園天皇宸記」

1934年（昭和9年）
宮中喪のため中止

1935年（昭和10年）
- 洋書: 姉崎正治「十七條憲法の外国語譯文」
- 漢書: 宇野哲人「論語爲政篇爲政以徳章」
- 国書: 新村出「和名類聚抄」

1936年（昭和11年）
- 洋書: 穂積重遠「ギールケ著『独逸国体法論』について」
- 漢書: 羽田亨「金史巻七、世宗本紀、大定十三年四月の条」
- 国書: 幣原坦「国書と鄭成功」

1937年（昭和12年）
- 洋書: 宮部金吾「エーサー・グレーの業績殊に東亜と北米大西洋沿岸地方との植物分布に関する学説」
- 漢書: 諸橋轍次「論語憲問篇子路問君子章」
- 国書: 和田英松「日本書紀持統天皇の條及其他の忠君愛国に関する史実」

1938年（昭和13年）
- 洋書: 長岡半太郎「原子構造の概要」
- 漢書: 藤塚鄰「中庸首章」
- 国書: 佐佐木信綱「御歴代の御製に拝せらる御聖徳」

1939年（昭和14年）
- 洋書: 長與又郎「ルードルフ・ウイルヒョウの細胞病理学説」
- 漢書: 高田真治「尚書洪範篇」
- 国書: 山田孝雄「古事記を献上する表の一説」

1940年（昭和15年）
- 洋書: 平賀誠「最近軍艦商船の進歩」
- 漢書: 小柳司気太「周易（周経）の一説」
- 国書: 西田直二郎「日本書紀、神武天皇御紀」

1941年（昭和16年）
- 洋書: 西田幾多郎「歴史哲学について」
- 漢書: 武内義雄「日本における論語の学」
- 国書: 村岡典嗣「神皇正統記の三徳説について」

1942年（昭和17年）
- 洋書:佐々木隆興「運動に於ける静の生物学的観察と考察」
- 漢書:和田清「支那民族の発展に就きて」
- 国書: 藤原松三郎「和算の発達」

1943年（昭和18年）
- 洋書: 本多光太郎「特殊鋼に就て」
- 漢書: 西晋一郎「論語顔淵子貢問政の章」
- 国書: 和辻哲郎「心敬の連歌論について」

1944年（昭和19年）
- 洋書: 藤原咲平「戦争と気象」
- 漢書: 池内宏「元史日本伝の一節、至元十八年の征東の役に関する世祖の勅諭」
- 国書: 高田保馬「日本に於ける人口問題」

1945年（昭和20年）
- 洋書: 八木秀次「電波兵器の発達」
- 漢書: 矢野仁一「禮を尊重する支那の文化の特色に就て」
- 国書: 瀧精一「僧空海の画論と芸術」

1946年（昭和21年）
- 洋書: 田中芳雄「微量物の化学」
- 漢書: 宇井伯寿「十七条憲法の一節に就て」
- 国書: 小西重直「教育家としての広瀬淡窓とその学制論」

1947年（昭和22年）
- 洋書：木原均「パン小麦の起源」
- 漢書：原田淑人「大同に於ける北魏都城の遺蹟」
- 国書：龍粛「寛平御遺誡」

1948年（昭和23年）
- 洋書：安倍能成「西洋文化の特質」
- 漢書：倉石武四郎「朱子語類爲学之方」
- 国書：安藤正次「東京語の源流」

1949年（昭和24年）
- 洋書：田宮猛雄「リッケッチに関する研究」
- 漢書：長谷川萬次郎「礼」
- 国書：柳田國男「冨士と筑波常陸風土記の一節」

1950年（昭和25年）
都合により中止
1951年（昭和26年）
- 洋書：小野鑑正「近年における応用力学の発達について」
- 漢書：加藤常賢「論語雍也篇君子儒章」
- 国書：渡辺世祐「後奈良天皇の宸筆に就いて」

1952年（昭和27年）
大喪中のため中止

1953年（昭和28年）
- 人文科学: 仁井田陞「魯迅の作品『藤野先生』と『阿Q正伝』」
- 社会科学: 小泉信三「福沢諭吉の『文明論の概略』について」
- 自然科学: 萩原雄祐「最近の宇宙進化説」

1954年（昭和29年）
- 人文科学: 上野直昭「レオナルド・ダ・ヴィンチの最後晩さん図について」
- 社会科学: 恒藤恭「基本的人権の思想について」
- 自然科学: 柴田雄次「地球化学とその定義および研究目的、本邦における火山温泉などの地球化学的研究の成果」

1955年（昭和30年）
- 人文科学：金田一京助「内地のアイヌ語地名」
- 社会科学：本庄栄治郎「西洋経済学の伝来」
- 自然科学：亀山直人「カーバイドと石灰窒素について」

1956年（昭和31年）
- 人文科学：高橋里美「文化の根本動機としての愛の諸形態について」
- 社会科学：大浜信泉「株式会社制度の功罪」
- 自然科学：藪田貞治郎「微生物の利用に関する最近の研究」

1957年（昭和32年）
- 人文科学：山本達郎「東南アジア史の特質」
- 社会科学：我妻栄「親子関係についての民法の規定の変遷について」
- 自然科学：眞島正市「応用物理学と計測工学」　

1958年（昭和33年）
- 人文科学：小宮豊隆「世阿彌の能楽理論」
- 社会科学：中山伊知郎「日本経済の特質」
- 自然科学：坪井誠太郎「岩石学上から見た微量元素」

1959年（昭和34年）
- 人文科学：高木貞二「創造の心理」
- 社会科学：東畑精一「農業における科学と技術」
- 自然科学：今村荒男「結核の予防について」　

1960年（昭和35年）
- 人文科学：久松潜一「藤原俊成と中世の歌論」
- 社会科学：瀧川幸辰「近代的刑法学の開祖フォイエルバッハ」
- 自然科学：茅誠司「磁気研究の最近の進歩」　

1961年（昭和36年）
- 人文科学：梅原末治「古鏡より観たる日本上古」
- 社会科学：奥井復太郎「現代大都市の経済・社会的性格」
- 自然科学：鳥養利三郎「半導体について」

1962年（昭和37年）
- 人文科学：土居光知「英国詩人ラーフ・ホジソンの鳥の詩について」
- 社会科学：高木八尺「民主主義の原理について」
- 自然科学：塩入松三郎「土壌の分類について」　

1963年（昭和38年）
- 人文科学：宮本正尊「中道思想について」
- 社会科学：高垣寅次郎「インフレイションの歴史の一節について」
- 自然科学：落合英二「アルカロイドについて」　

1964年（昭和39年）
- 人文科学：岩生成一「近世日本の海外貿易」
- 社会科学：小野清一郎「刑法における責任の原理」
- 自然科学：和達清夫「近代の気象学」　

1965年（昭和40年）
- 人文科学：吉川幸次郎「中国文学の性質」
- 社会科学：有澤廣巳「近代統計学の起源 - ジョン・グラントの一つの著作について」
- 自然科学：山縣昌夫「造船における技術革新」　

1966年（昭和41年）
- 人文科学：石原謙「アウグスティーヌスとその平和思想」
- 社会科学：岡義武「近代日本における国際意識の変遷」
- 自然科学：坂口謹一郎「醗酵学の進歩について」　

1967年（昭和42年）
- 人文科学：坂本太郎 「日本書紀の歴史的意義」
- 社会科学：井藤半彌「租税原則論の成立」
- 自然科学：黒川利雄「胃癌について」

1968年（昭和43年）
- 人文科学：新関良三「フリードリヒ・シラーとその美的教育論」
- 社会科学：中川善之助「家族史の研究」
- 自然科学：坪井忠二「地震予知研究について」

1969年（昭和44年）
- 人文科学：西谷啓治「「我と汝」としての人間関係」
- 社会科学：田岡良一「平和維持の一方策の批判」
- 自然科学：沼知福三郎「水力機械の高速化」

1970年（昭和45年）
- 人文科学：村川堅太郎「アリストテレスと歴史学」
- 社会科学：小町谷操三「共同海損制度の基本観念」
- 自然科学：井上吉之「窒素配糖体について」　

1971年（昭和46年）
- 人文科学：麻生磯次「芭蕉の自然愛『よく見れば薺花咲く垣根かな』の句を中心に」
- 社会科学：高村象平「ドイツ・ハンザの経済史的意義」
- 自然科学：内村祐之「異常な精神現象の進化論的解釈」　

1972年（昭和47年）
- 人文科学：金倉圓照「日本のインド哲学」
- 社会科学：木村龜二「刑罰の本質について」
- 自然科学：山内恭彦「現代科学と人間」　

1973年（昭和48年）
- 人文科学：三上次男「東西文化の交渉について」
- 社会科学：堀経夫「経済学の父アダム・スミス」
- 自然科学：桜田一郎「高分子の化学反応」

1974年（昭和49年）
- 人文科学：手塚富雄「ゲーテの世界の特質」
- 社会科学：菊池勇夫「社会立法の進展について」
- 自然科学：武居三吉「二、三の植物香気成分について」

1975年（昭和50年）
- 人文科学：中村元「原始仏教の成立」
- 社会科学：川野重任「産業としての農業」
- 自然科学：小川鼎三「解体新書の成立とその意義」　

1976年（昭和51年）
- 人文科学：倉沢剛「学制の公布と小学校の発足」
- 社会科学：峯村光郎「法の生成過程について」
- 自然科学：田宮博「一般的・基本的な生命現象の研究」　

1977年（昭和52年）
- 人文科学：桑原武夫「フランス学における共同研究」
- 社会科学：大川一司「経済発展と日本の歴史的経験」
- 自然科学：武藤清「超高層ビルの耐震構造と生産技術」

1978年（昭和53年）
- 人文科学：下村寅太郎「無限について」
- 社会科学：石井良助「日本における近代的土地所有権の成立」
- 自然科学：平塚直秀「植物さび病とその病原菌について」　

1979年（昭和54年）
- 人文科学：藪内清「中国の天文暦法」
- 自然科学：山本義一「世界気候の動向に対する人間活動の影響」
- 自然科学：津田恭介「二、三の魚貝類の毒成分について」　

1980年（昭和55年）
- 人文科学：中島文雄「日本における英語研究」
- 自然科学：菅田榮治「日本の電子・イオンビーム応用技術について」
- 自然科学：諸星静治郎「蚕の発育を支配する中枢神経系の機能について」　

1981年（昭和56年）
- 人文科学：野田又夫「哲学の歴史について」
- 社会科学：田中二郎「憲法裁判について」
- 自然科学：島薗順雄「ビタミンの生化学」

1982年（昭和57年）
- 人文科学：江上波夫「古代オリエント文明成立の経済的要因」
- 社会科学：宮本又次「近世商人の経営理念」
- 自然科学：藤井隆「アリストテレスと生物学」　

1983年（昭和58年）
- 人文科学：市古貞次「中世文学の祝儀物について」
- 自然科学：高木昇「宇宙電子工学」
- 自然科学：杉二郎「海水の環境と資源」

1984年（昭和59年）
- 人文科学：斎藤忍随「テューポーン神話」
- 社会科学：團藤重光「刑事訴訟における当事者主義について」
- 自然科学：佐々學「戦後の日本における衛生動物学の進歩と貢献」　

1985年（昭和60年）
- 人文科学：榎一雄「シルクロード国際貿易史の特質」
- 社会科学：安井琢磨「わが国における近代経済学の発展について」
- 自然科学：福井謙一「自然の知恵と化学」

1986年（昭和61年）
- 人文科学：福田陸太郎「比較文学の進展について」
- 自然科学：永田武「地球上の大陸移動と地震帯」
- 自然科学：桑原萬壽太郎「行動の生物学」　

1987年（昭和62年）
- 人文科学：田畑茂二郎「人権と国際法」
- 社会科学：八十島義之助「東京の地下鉄の路線と技術」
- 自然科学：山村雄一「バイオテクノロジーの進歩と免疫学」　

1988年（昭和63年）
- 人文科学：鈴木敬「日本に伝存した中国画の一断面と日本絵画」
- 自然科学：関集三「『水』- この特異な分子集合体」
- 自然科学：有馬啓「発酵学の研究」　

### 平成時代
1989年（平成元年）
昭和天皇崩御により中止

1990年（平成2年）
都合により中止

1991年（平成3年）
- 人文科学: 吉田光邦 「中国古代の技術思想」
- 自然科学: 加藤一郎 「二十一世紀を拓くロボット」
- 自然科学: 渡辺格 「物質から生命さらに精神へ」

1992年（平成4年）
- 人文科学: 小西甚一 「詩の東西環流」
- 自然科学: 久保亮五 「自然における秩序の生成」
- 自然科学: 水野傳一 「炎症でからだを守る」

1993年（平成5年）
- 人文科学: 中根千枝 「社会人類学の考察-アジアを対象として-」
- 自然科学: 林忠四郎 「太陽系の起源」
- 自然科学: 早石修 「眠りの秘密」

1994年（平成6年）
- 人文科学: 伊藤正己 「憲法の保障」
- 自然科学: 岩崎俊一 「磁気と情報」
- 自然科学: 岡田節人 「多細胞生物の体制づくり」

1995年（平成7年）
- 人文科学: 上山春平 「日本の国家について」
- 自然科学: 淺田敏 「地震の再来について」
- 自然科学: 江橋節郎 「無機イオンと生命」

1996年（平成8年）
- 人文科学: 秋山虔 「源氏物語について」
- 自然科学: 長倉三郎 「分子の世界-人類社会との関連を中心にして」
- 自然科学: 沢田敏男 「フィルダム工学の進歩」

1997年（平成9年）
- 社会科学: 小宮隆太郎 「経常収支黒字･赤字の原因」
- 社会科学: 猪瀬博 「情報通信基盤と社会」
- 自然科学: 西塚泰美 「細胞同士の対話の仕組み-細胞内情報伝達の機構-」

1998年（平成10年）
- 人文科学: 石川忠雄 「中国における民主主義と共産主義」
- 自然科学: 小田稔 「科学者に残された宇宙の謎と課題」
- 自然科学: 岡田善雄 「細胞融合と細胞工学」

1999年（平成11年）
- 人文科学: 北川善太郎 「日本法の国際環境と未来」
- 自然科学: 江崎玲於奈 「科学･技術世紀の展望」
- 自然科学: 野島庄七 「くすり開発の展望」

2000年（平成12年）
- 人文科学: 隅谷三喜男 「東アジア経済の混迷をめぐって」
- 社会科学: 井口洋夫 「物質と電気」
- 自然科学: 山田康之 「植物細胞機能とバイオテクノロジー」

2001年（平成13年）
- 人文科学: 西田龍雄 「西夏文字研究の新段階」
- 社会科学: 熊谷信昭 「情報通信技術の進歩」
- 自然科学: 豊島久真男 「がんの基礎研究の展開」

2002年（平成14年）
- 社会科学: 塩野宏 「行政の在り方-透明性の向上をめざして」
- 自然科学: 金森順次郎 「物質の磁気」
- 自然科学: 常脇恒一郎 「細胞質ゲノムの多様性からコムギの母系を探る」

2003年（平成15年）
- 人文科学: 原實 「サンスクリット語について」
- 自然科学: 増本健 「非晶質金属の研究とその意義」
- 自然科学: 志村令郎 「遺伝子発現における選択的スプライシングへの展望」

2004年（平成16年）
- 人文科学: 平田寛 「絵仏師」
- 社会科学: 野中郁次郎 「組織を「知識」で捉える」
- 自然科学: 久城育夫 「地球と月における火山およびマグマの起源」

2005年（平成17年）
- 人文科学: 本間長世 「アメリカをどう理解するのか」
- 自然科学: 野依良治 「不斉合成反応の意義」
- 自然科学: 岸本忠三 「免疫のしくみ」

2006年（平成18年）
- 人文科学: 田中一成 「中国の神楽について」
- 社会科学: 三宅一郎 「日本人の政党支持意識」
- 自然科学: 鈴木昭憲 「カイコの成長とペプチドホルモン」

2007年（平成19年）
- 人文科学: 伊藤貞夫 「古代ギリシアの家と社会」
- 社会科学: 青木保 「東アジアの現代文化」
- 自然科学: 松野太郎 「二酸化炭素の増加と気候の変化」

2008年（平成20年）
- 人文科学: 久保田淳 「西行と伊勢」
- 社会科学: 吉田民人 「社会の秩序を決めるのは法則か規範か」
- 自然科学: 喜田宏 「インフルエンザウイルスの生態」

2009年（平成21年）
- 人文科学: 吉川忠夫 「後漢、六朝時代における中国人の仏教受容」
- 社会科学: 伊丹敬之 「日本企業の人本主義システム」
- 自然科学: 入江正浩 「光に応答する分子」

2010年（平成22年）
- 人文科学: 青柳正規 「ローマ帝国の物流システム」
- 社会科学: 三谷太一郎 「政治制度としての〈市民の司法参加〉」
- 自然科学: 飯島澄男 「ナノサイエンスとナノテクノロジー」

2011年（平成23年）
- 人文科学: 立本成文 「海洋アジア文明交流圏」
- 社会科学: 佐々木毅 「政治の精神」
- 自然科学: 竹市雅俊 「動物組織の構築」

2012年（平成24年）
- 人文科学: 佐々木丞平 「日本における外来文化受容の一形態-金碧障壁画の意味するもの-」
- 人文科学: 石井紫郎 「『太平記』と『難太平記』」
- 自然科学: 榊裕之 「半導体エレクトロニクスの進歩と電子の量子的な制御」

2013年（平成25年）
- 人文科学: 中野三敏 「江戸文化再考」
- 社会科学: 鈴村興太郎 「制度の設計と実装-制度を変数とする経済学の誕生と発展」
- 自然科学: 磯貝彰 「植物が多様な性質の子孫を作る仕組み-自家不和合性」

2014年（平成26年）
- 人文科学: 樺山紘一 「歴史としての印刷文化」
- 社会科学: 菅野和夫 「日本的雇用システムと労働法制」
- 自然科学: 小林誠 「粒子と反粒子 -対称性の破れをめぐって-」

2015年（平成27年）
- 人文科学: 川本皓嗣 「さくさくと -近代短歌を比較文学的に読む-」
- 社会科学: 白石隆 「東南アジアの政治経済と国際関係」
- 自然科学: 中西重忠 「学習と記憶の脳のしくみ」

2016年（平成28年）
- 人文科学: 佐藤彰一 「西洋中世修道院の文化史的意義」
- 社会科学: 猪木武徳 「技術と労働と生産性の関係について」
- 自然科学: 佐藤勝彦 「宇宙はどのように始まったのか？-現代物理学が描く創世記-」

2017年（平成29年）
- 人文科学: 塩川徹也 「人は今を生きることができるか―パスカルの時間論」
- 社会科学: 毛里和子 「当代中国研究―系譜と挑戦」
- 自然科学: 榊佳之 「ゲノムから見た人間、人間社会」

2018年（平成30年）
- 人文科学: 田代和生 「対馬宗氏文書からみた江戸時代の日朝貿易」
- 自然科学: 苧阪直行 「意識をつむぐワーキングメモリ」
- 自然科学: 藤嶋昭 「太陽エネルギーと光触媒」

2019年（平成31年）
- 人文科学: 小松和彦 「日本妖怪文化再考」
- 社会科学: 江頭憲治郎 「日本のコーポレート・ガバナンス」
- 自然科学: 本庶佑 「免疫の力でがんを治せる時代」

### 令和時代
2020年（令和2年）
- 人文科学: 東野治之 「遣唐使に見る日本の対外交流」
- 社会科学: 斎藤修 「歴史のなかの工業化」
- 自然科学: 長谷川昭 「沈み込み帯の地震の発生メカニズムと火山の成因」

2021年（令和3年）
- 人文科学: 揖斐高 「『勢』と『機』の歴史哲学-『日本外史』の方法」
- 社会科学: 五百旗頭真 「米中の新たな遭遇と日本」
- 自然科学: 大隅良典 「細胞のリサイクルの仕組み」

※新型コロナウイルス感染症の流行に伴い、3月に延期。

2022年（令和4年）
- 人文科学：御牧克己「ボン教研究の新段階」
- 社会科学：大塚啓二郎「アジアからアフリカに広がる日本の稲作技術」
- 自然科学：金出武雄「人工知能」　

2023年（令和5年）
- 人文科学：深沢克己「地中海交易と『離散の民』の商人たち」
- 社会科学：今田高俊「自己組織化の時代―持続可能な社会のために」
- 自然科学：廣川信隆「生命の要、分子モーター、細胞内のミクロの運び屋」　

2024年（令和6年）
- 人文科学：金水敏「ことばのステレオタイプ"役割語"について」
- 社会科学：井上正仁「捜査法の進化と課題」
- 自然科学：西川恵子「ゆらぎで探る物質の構造」

2025年（令和7年）
- 人文科学：武田佐知子「古代の衣服と社会・国家・国際関係」
- 社会科学：矢野誠「産業革命サイクルと市場の質」
- 自然科学：谷口維紹「サイトカインによる免疫応答の概要と科学・技術のこれから」

## 関連文献
- 『天皇皇后両陛下が受けた特別講義　講書始のご進講』（KADOKAWA、2020年）、10年分の講書始を収録